# Tuyên ngôn về tội ác Chủ nghĩa Cộng sản

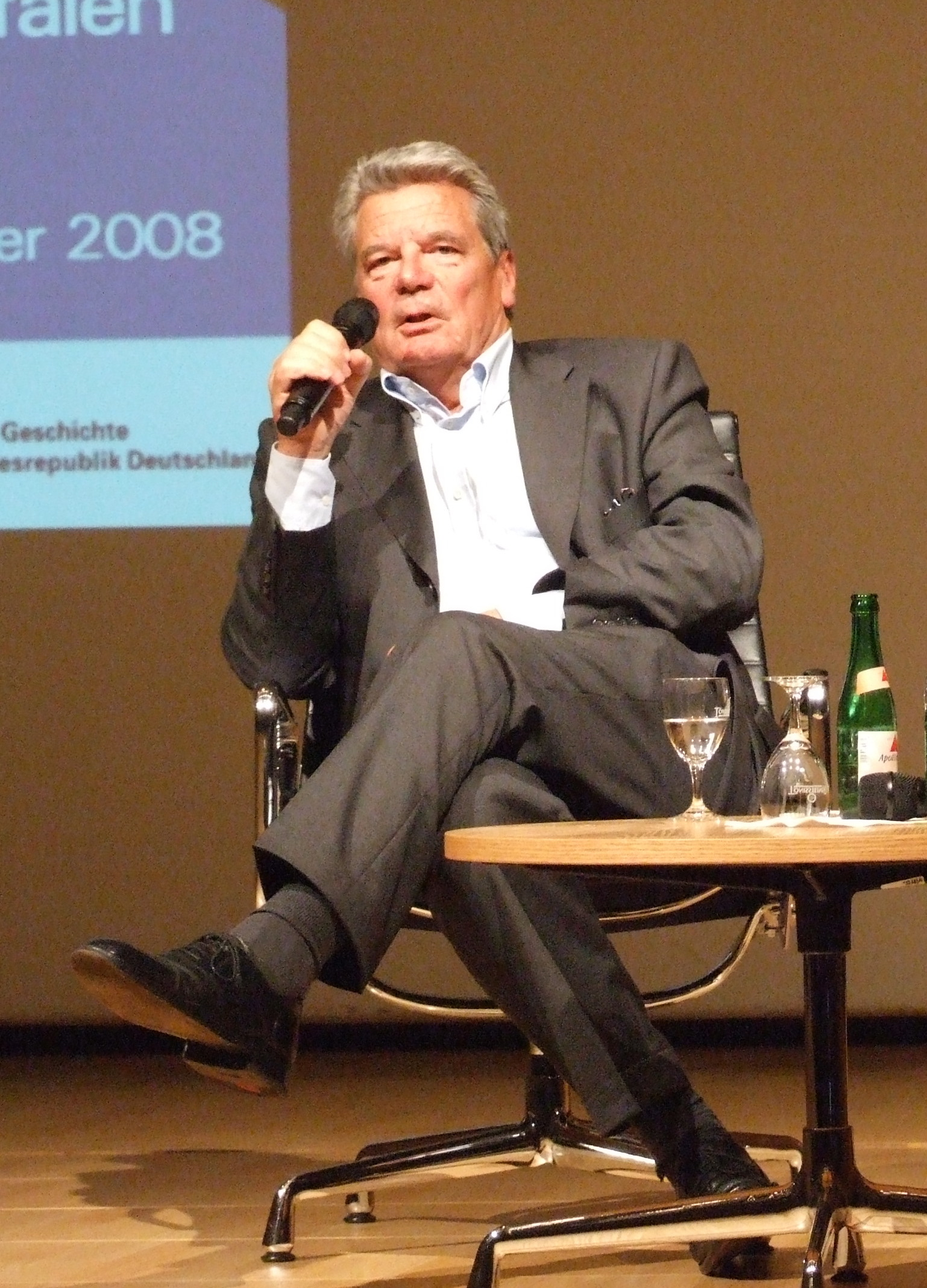
Người ký đầu tiên Joachim Gauck

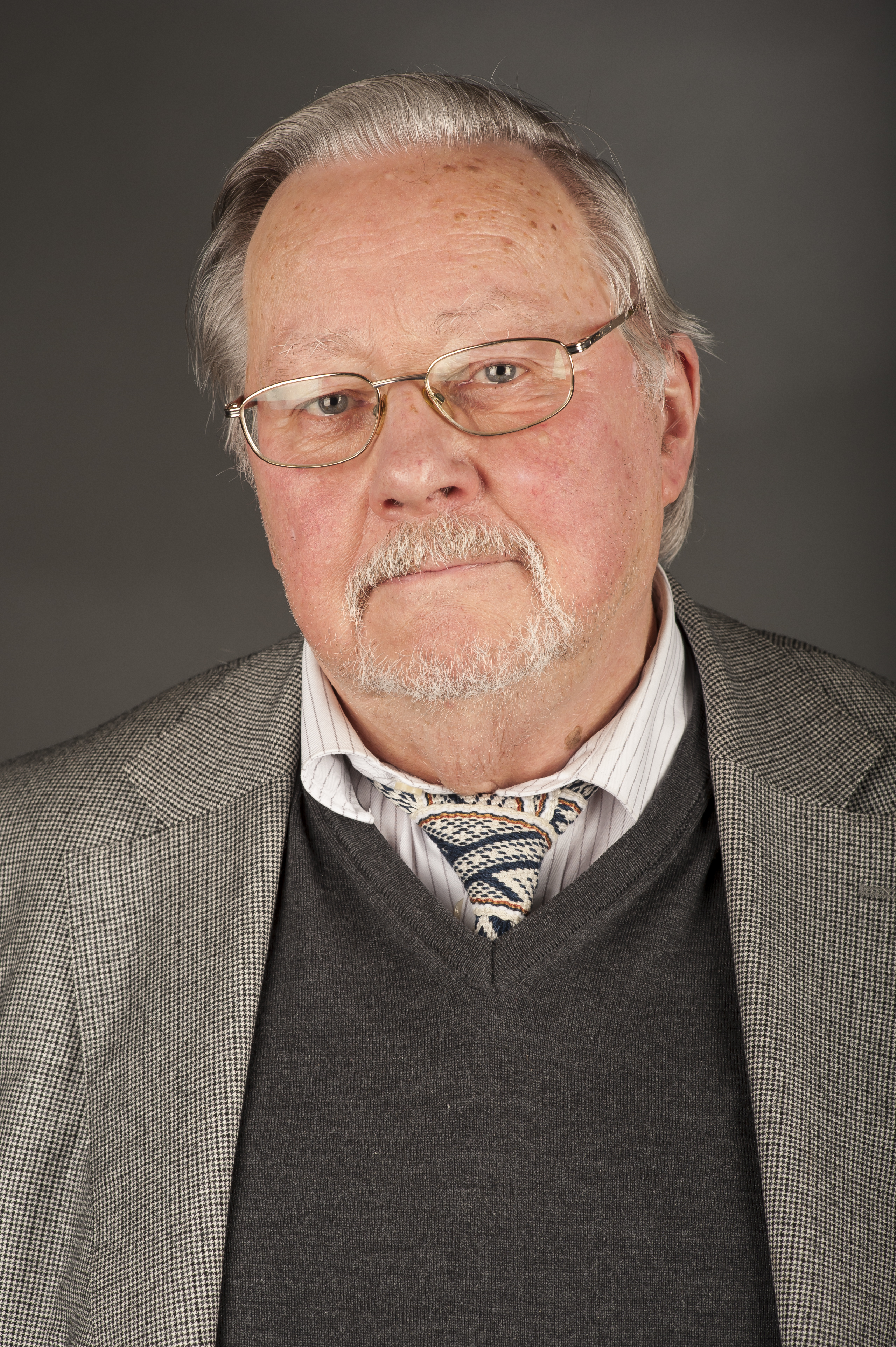
Người ký đầu tiên Vytautas Landsbergis

Tuyên ngôn về tội ác Chủ nghĩa Cộng sản là bài diễn văn được một số chính trị gia châu Âu, những tù nhân chính trị cũ, các nhà hoạt động Nhân quyền và một số sử gia ký vào ngày 25 tháng 2 năm 2010, tại "hội nghị quốc tế về tội ác chủ nghĩa Cộng sản" tại Praha dưới sự tài trợ của một số tổ chức chính trị châu Âu

## Hội nghị
Hội nghị được tổ chức bởi Viện nghiên cứu về các chế độ toàn trị, dưới sự yểm trợ của Jan Fischer, thủ tướng Cộng hòa Séc, cũng như Heidi Hautala, chủ tịch ủy ban về Nhân quyền của Nghị viện châu Âu (EP), và Göran Lindblad, phó chủ tịch PACE. Những tổ chức cùng làm việc là quỹ Konrad-Adenauer, văn phòng thông tin của EP, đại diện của Ủy ban châu Âu tại Cộng hòa Séc, quỹ Robert-Schuman và viện Ba Lan ở Praha.
Bản tuyên ngôn là một trong những thành quả của hội nghị quốc tế về "Tội ác của các chế độ Cộng sản", mà đã diễn ra tại thượng nghị viện và văn phòng của chính phủ Cộng hòa Séc từ 24 tới 26 tháng 2 năm 2010. Tuyên ngôn lập lại nhiều đề nghị mà đã được diễn tả bởi Tuyên ngôn Praha.

## Nội dung
Những người ký tên đòi hỏi tạo thêm các lớp học về tội ác Cộng sản, truy nã các thủ phạm của các tội ác này, lập nên một tòa án quốc tế trong Liên minh Âu Châu để xét xử các tội phạm, lập một chỗ tượng niệm cho các nạn nhân chủ nghĩa Cộng sản (tương tự như Đài Tưởng niệm Nạn nhân của Chủ nghĩa Cộng sản ở Hoa Kỳ) và giảm tiền hưu trí, tiền xã hội cho những thủ phạm cộng sản.
Martin Mejstřík đã diễn giải sự đòi hỏi này: „ Cũng giống như tội ác của Đức Quốc xã được xử tại tòa án Nürnberg, những tội ác chống lại loài người của chủ nghĩa Cộng sản phải được lên án tại một tòa án quốc tế". Chủ nghĩa Cộng sản không phải là một triết lý, mà là một ý thức hệ đầy tội lỗi, theo Mejstřík.
Tuyên ngôn Praha đã bị nhiều nhóm khác nhau phản đối. Tờ The Economist nhận định: "Nó đã thu hút được sự ủng hộ của các cơ quan như Nghị viện Châu Âu. Nhưng nó đã khiến một số, nếu không phải tất cả, các nhà hoạt động người Do Thái; các chính trị gia cánh tả (hầu hết từ Tây Âu) tức giận; và tất yếu là nước Nga."
Đảng Cộng sản Hy Lạp phản đối Tuyên bố Praha và đã chỉ trích đây là "sự leo thang mới của sự cuồng loạn chống cộng do hội đồng EU, Ủy ban châu Âu và các nhân viên chính trị của giai cấp tư sản trong Nghị viện châu Âu dẫn đầu" Đảng Cộng sản Anh cho rằng Tuyên bố Praha "là sự tiếp nối những nỗ lực dai dẳng của các sử gia chống Cộng nhằm đánh đồng Chủ nghĩa Cộng sản Liên Xô và Chủ nghĩa Phát xít Hitler, lặp lại những lời vu khống cũ của các tác giả người Anh như George Orwell và Robert Conquest."